# 太平洋国立大学
| 太平洋国立大学 | 太平洋国立大学                           |
| PNU            | PNU                                      |
| -------------- | ---------------------------------------- |
| 設立年         | 1958                                     |
| 学校長         | イヴァンチェンコ・セルゲイ・ニコラエビチ |
| 所在地         | ハバロフスク                             |
| 住所           | ハバロフスク太平洋通り136                |
| ウェブサイト   | www.khstu.ru                             |

太平洋国立大学（以下太平洋大学）は 極東ロシア、ハバロフスクにある最大の高等教育機関の1つ。
«太平洋国立大学»（略称はPNU）は高等専門教育のための国立教育機関である。国立認定大学証明書 АА 001639 は2008年11月10日に定められ、登録№は1606、有効期限は2013年11月10日までである。 また教育活動のための免許АА 000594は2008年10月27日に定められ、登録№は0592。有効期限は2014年3月27日までである。

## 歴史

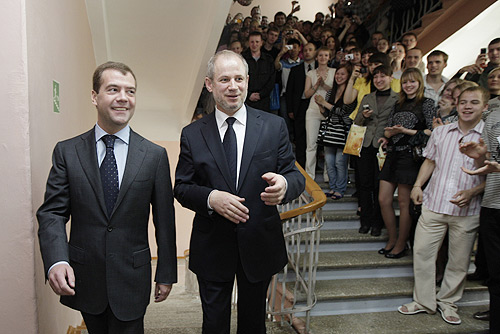
2009年5月21日ハバロフスクの太平洋国立大学でドミートリー・メドヴェージェフ、ロシア大統領とセルゲイN イヴァンチェンコ太平洋国立大学　学長。

ハバロフスク自動車専門道路大学が1958年3月29日ソ連邦の高等教育政令、№ 351によって設立された。ダニロフスキーが最初の大学長に就任し、以後30年にわたり大学長を続けた。最初の入学学生は約150人。学生は次の4つの専攻で学んだ：産業土木、道路、自動車輸送、建設や高速道路の機械および装置について。最初の学生は1963年に卒業した。
研究所、寮やキャンパスの建設が実施された。また1962年には次の5つの学部があった：工学部、機械学部、自動車学部、高速道路学部、森林工学部。学生は10個の専攻で学んだ。入学学生は1150人に増加。共産党中央委員会とソ連の閣僚理事会の法令№ 737－311により1962年7月12日、ハバロフスク自動車専門道路大学はハバロフスク州立ハバロフスク工科大学に再編された。
1967年にキャンパスの建設が終了。
ハバロフスク工科大学は次の10個の学部で構成された：機械学部、工学部、化学工学部、自動車学部、高速道路学部、森林工学部、国民経済学部、夜間学部、通信学部、一般技術大学（ブラゴベーシェンスク市）。 また 大学には18個の専攻があった。
1975年ハバロフスク工科大学の分校がマガダン市に設立された。設立理由は、マガダン地域の技術者の技術訓練の必要性のためである。
1992年12月ハバロフスク工科大学新しい地位と新しい名前を手にいれた。それはそれは国立大学としてハバロフスク国立技術大学への名称の変更である。2005年3月23日には連邦政府教育関係機関の指導№ 170で大学は、太平洋国立大学と改名した。
2009年3月10日にアスタナで行われた11回大会より太平洋大学はユーラシア大学協会（Eurasian Association of Universities）のメンバーである。

## 教育活動

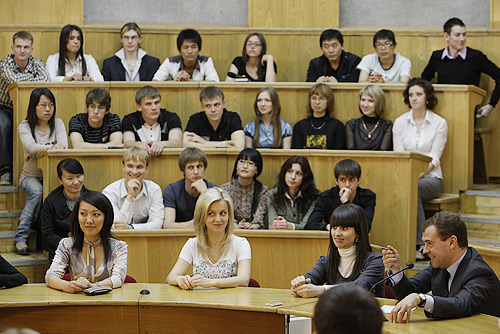
ドミートリー・メドヴェージェフ　ロシア大統領は2009年5月21日、太平洋国立大学で学生と話を交わした。.

今日、太平洋国立大学は次の8つの単科大学と権限に応じた3つの学部で構成される。
- Far East Highway Institute ; 極東高速道路大学;
- Far East Institute of Forest Industry ; 極東森林技術大学;
- Far East Law Institute ; 極東法律大学;
- Institute of Architecture and Civil Engineering ; 建築と土木工学大学;
- Institute of Information Technologies ; 情報技術大学;
- Institute of Automotive and Power Engineering ; 自動車及び電気工学大学;
- Institute of Economics and Management ; 経営経済大学;
- International Studies Department ; 国際学部;
- Department of Mathematical Modelling and Control Processes ;数学モデルとコントロールプロセス学部;
- Extra-Mural Department ; 通信学部　;
- Far Eastern Institute of Branch Technologies, Management, Business and Law極東工業、政治、商業、法律専門大学（集中学習、平行学習、集中学習のための通信課程及びトレーニング）

今日大学は61の基礎的高等教育や32の学士プログラム、26修士プログラム、40の科学専攻の大学院に21000人を超える学生を擁している。学術スタッフは900人に上り、そのうち教授は102人、准教授は426人である。

## 研究活動
国際的に認められた20以上の科学学校は太平洋大学に設立された。太平洋大学の科学研究 は様々な分野（物理、及び数理科学、理論核物理学、情報通信技術、ナノテクノロジー、材料科学、機械工学、建築、都市計画、社会学、経済学、法学）に進出している。
ここ数年、太平洋国立大学の研究員は様々な研究プロジェクトで世界レベルの結果を上げている。一例をあげると、数学、核理論、熱伝導モデリング、基本的な動力学の燃焼プロセス、ソフトウェアおよびデータ通信、確率理論、基礎研究の分野における磁気光学現象等のプロジェクトがある。また、数理モデル、アルゴリズム、ソフトウェアツール処理の水中画像の作成、合金上に電磁パルスをナノ秒照射した影響について研究を行った。
研究が行われる主な分野は次のものが上げられる：測定、計算および制御装置、情報処理システム、コンピュータベースの情報システムの設計、湛水ロボットを含むロボットシステムの開発。応用材料学、改善技術と機械機構工学、交通の効率的利用とその改善、製材処理工学、天然資源の持続可能な利用問題、森林の保護と修復、代替エネルギーの創造、 産業と市民建物の建設、 建設技術の開発と交通施設の運用。
毎年600以上の論文が太平洋国立大学の研究者の結果を引用し、ロシアや海外の雑誌、学会で発表される。大学の科学者は中国、アメリカ、日本、ポルトガル等の国際学会やシンポジウムに参加している。
太平洋大学の提供する現代的な施設は施設基礎技術と基本データの継続的発展に貢献する。また太平洋大学では 20以上の研究所があり、20以上の科学教育と技術教育センター、2つの学生事務局がある。
太平洋大学は企業または大学教員によってなされた革新的研究活動の発展、実現に大きな関心を払っている。そのため近年、太平洋大学は次のような革新的な研究部門を制定している： ハバロフスク州技術移転センター 、 インパルスセンター、 非営利パートナーシップ"極東技術移転センター"。また学生ビジネス促進プロジェクトが実施された。
多くの研究の結果は極東工業企業によって実現された。それらはスホーイカンパニーのコムソモルスクナアムーレ工場、ハバロフスクとコムソモリスクナアムーレ石油製油所、(JSC “Far Eastern Generating Company”)　、企業オフシェア石油天然ガス探査プロジェクトサハリン1とサハリンで2などである。
大学の研究者チームは積極的に大会に参加している。例えばロシア連邦のプログラムの枠組みの中にある様々なコンペ大会、科学技術プログラム、様々な科学分野の補助金（文部庁及び科学庁の助成金とプログラム、基礎研究のためのロシアの財団）である。
太平洋大学の科学者のプロジェクトは、毎年主要な次のような国際的科学的、技術的学会に参加している。：革新と投資のモスクワ国際交流サロン（including Moscow International Salon of Innovations and Investments（モスクワ）),国際展示＆会議“高技術、革新、投資”（ International Exhibition & Congress “High Technologies. Innovation. Investments” (サンクトペテルブルク)）,モスクワ国際交流工業資産サロン（ Moscow International Salon of Industrial Property “Archimedes” (モスクワ)）。その際彼らは金、銀のメダルを含む多くの賞を得られた。毎年太平洋大学のスタッフと研究者のチームは50以上の特許やコンピュータプログラムの登録証明を受けている。　発明及び実用新案のアプリケーションの80％は特許保護を取得が実施されている。太平洋大学全体で2000年から2009年までの間に259の特許取得のために298の発明及び、実用新案を提出した。
“産業と知的財産保護担当部”は大学での研究成果の法的保護を提供している。2008年に地域特許とレファレンス情報センターは太平洋大学のプロジェクト“2008-2010ロシア連邦におけるナノテクノロジーの産業基盤の開発”の内部に設立された。その主な機能は：知的財産保護に関する助言、国の科学技術情報データベースへのアクセス、分析、特許調査、特許登録のサポートとコンサルティングである。
太平洋大学の博士（学術）課程のプログラムは、2007年から2008年に5つの専攻が増え、40の専攻で実施されている。太平洋大学の博士課程プログラムは7つの専攻がある。また11の専攻について6つの学術論文審議会がある。大学は4つの学術論文審議会の共同設立者である。これらの審議会は他の高等教育機関に基づいて設立され、7つの専攻で行われている。近年（2007－2009）は3つの博士論文と76の博士（学術）論文が認められた。太平洋大学は学生の研究活動に大きな関心を払っている。大部分の学生は2，3年次に研究活動を開始し、積極的に従事した時4年次5年次になっている。学生の研究は、講義、課外活動、研究室等々で行われる。 
毎年3000人以上の学生が様々な研究活動に参加する。彼らは全ロシアのコンテスト及び大会、大学間の会議、国際大会に参加する。近年5年間で、学生はそれぞれ異なる1000以上の論文を提出し、600以上の証書や賞を得た。
 太平洋大学の情報化 
太平洋国立大学は、次のような情報処理と教育の融合を目指している
- 大学の内部の情報ネットワーク 構築
- 外部ネットワークとのリンク
- 教育場面でのコンピュータ等システムの利用
- 大学のシステムの自動制御
- 電子文書システム
- 情報ライブラリ

太平洋大学のもつ情報機材は次のことを可能にする：情報教育と大学の制御システムの問題を解決、情報学習システムの実現、研究の実施。2200台のコンピュータと40のコンピュータ室が大学にはあり、情報技術の実用的な実習が行われている。また多くの教室で電子黒板が導入されている。これら機器は太平洋大学独自の修理サービスによって維持されている。
大学のローカルエリアネットワーク（LAN）は光ファイバーを使用して構築されている。LANの発達により普遍的な通信媒体の可能性を生みだしている。例えば任意のデータの種類（データ、音声、動画）への変更と転送である。これらは標準的なルールやプロトコルの下、無制限に提供されている。大学のLANはサービスの提供、制御、個人利用機能を持っている。現在1750台のコンピュータがLANに接続され、40のサービスとネットワーク機器110台が統一ネットワークを構成している。
太平洋大学の情報学部は発達し、また大学行政、教育、科学活動の自動制御プロジェクトを実現した。遠隔学習のためのインターネットシステムが開発されている。これはデータポータル（各種情報や検索サイトにリンクしている）を通じて知識の配信を行っている。現在470の教育がウェブサイトで入手可能である。またテストシステムAST－3を用いた管理システムが作成され、470の試験を提供している。Chm形式やdjv形式、PDFファイルを用いた電子教科書も利用している。今日、3500人以上の通信学部学生や通信学部の補修学生らがこのシステムを利用している。
太平洋大学は積極的に地域レベルの教育システムの情報化に関与している。この問題は大学の細分化－新情報技術ハバロフスク地域センターによって解決されている。太平洋大学通信センターはロシア教育ネットワークや国際教育ネットワークに高速アクセスを提供する。これはインターネットだけでなく地域教育リソースつまり大学のリソースや地域学術機関へのアクセスである。
また太平洋大学通信センターは科学通信ネットワークの管理、運営し、ハバロフスク州の高等教育機関やハバロフスク地域情報教育ネットワーク、通信工業ネットワークに技術サポートを提供している. ハバロフスク地域教育情報ネットワークは現在ハバロフスク州の290の学校、主要な高等教育機関、文部科学省やハバロフスク州の教育の15部門、ハバロフスク州の単科大学が含まれている。
ハバロフスク州の教育サービスを形成するため、太平洋大学はインターネットポータルサービス"パイデェィヤ"（http://abc.edu-net.khb.ru） を開発した。これを用いて、ハバロフスク州の通信教育プロジェクトのためのインターネットサイトを作成した。このポータルサイトは 学生、講師、保護者、教育界のために設計された。 ポータルサイトに学生のための定期的な補充材料（自己訓練のための材料、セルフテスト）、教師や講師のために（一般的、特定的なテーマの材料、教材）、特殊教育プログラムのための教材（特別通信コース、コンテストやコンクールのための教材、ホームトレーニング）を提示している。
2009年　スーパーコンピュータが太平洋大学で次の仕様におかれた：ピークパフォマンスは0,93 TFLOPS、6 knots、クアッドコアプロセッサの合計数は２４、RAMは１９２、ディスクスペースは2.5TB、OSはSUSE Linux 、スーパーコンピュータは太平洋大学の応用数学、理論物理学、経済のモデリング等様々な分野の研究を行うよう設計されている。
雑誌"Information Science and Control Systems"は太平洋大学の科学者の積極的な支援を受けて公開される。雑誌の提案者と編集長はエヴゲーニイ・エリョーミン。彼は工学博士で情報研究科副科長である。
2009年10月調査書"ロシア連邦の高等専門教育活動機関への自動制御システムの適用について（Apply of Automated Control Systems to Institution’s of Higher Professional Education activities in Russian Federation ）"は連邦情報技術研究所と遠隔情報伝達通信"Informika « のロシア連邦と地方機関673の高等教育機関の自動制御システム　（ACS）に基づいて作成された。
太平洋大学はACSにおいて最高得点を受け、55の最高高等教育機関の1つとなった。
 太平洋大学科学図書館　 
太平洋大学科学図書館はハバロフスク地方の大学図書館の中でも最大である。
図書館には160万冊の本があり、電子図書を含む約100万冊が貸し出されている。毎年図書館は22000人以上が訪れ、ウェッブも含めると年間700000人に利用されている。毎年蔵書は3万冊以上（8000タイトル以上）増加している。
全体的な大学のネットワークは4つのインフォメーションセンター、113のローカルネットワーク、10のタッチスクリーンの図書検索システム、 5つのサーバーPC、図書館に配置されインターネットのアクセスを行っているもの、で構成されている。資産取得関連と論文の処理は自動図書情報システム（Automated Library Information System (ALIS)） „RUSLAN“ と „MARC SQL“に基づいて検索補助を行っている。 図書館は図書カードとバーコード技術を用いた貸出システムを利用者に提供している。 図書検索システム上の図書目録は350000以上登録され、太平洋大学科学図書館の図書検索システムまたはホームページ上で利用できる。
 出版活動 
出版活動は1993年に現在の太平洋大学出版社が設立され、開始された。これは3つのセクションで構成される。編集、デザイン、印刷である。太平洋大学出版社は印刷、製本機器を近代化させている。
太平洋大学出版社の主な目的は高品質で競争力のある出版、印刷物を通して大学に科学的で教育的な方法を提供することにある。太平洋大学出版社の収入が太平洋大学科学図書館の費用の10％を占めている。
毎年太平洋大学出版社は10－12の専門書、20－30の科学技術のシリーズ、35－45の教科書や補助教材、120－150の自習用マニュアル20－40の論文要約集、30－40の再出版物などを出版している。
太平洋大学出版社によって出版された3冊の本がウラジオストクで2009年10月に行われた第13回極東展示会»印刷の家―2009" (the 13 th Far Eastern Fair-Exhibition «Printing House — 2009»)で賞を得た。また太平洋大学出版で出版された7冊が"第2回極東地方コンテスト大学図書2009（the Second Far Eastern Regional Contest «University Book 2009）»で賞を得た。太平洋大学出版社は2006年よりロシア大学出版―謄写協会の会員である。
 国際協力 
現在太平洋国立大学は21カ国（68大学）の外国人とパートナーの関係を持っている。ほとんどはロシア極東付近、アジア太平洋地域の国で、特に国境を接する中華人民共和国、韓国、北朝鮮、日本である。これらの国で太平洋大学は71の大学、研究センター、生産企業や行政機関とパートナーの関係を持っている。
国際協力の長期的なプログラムでは次の活動を行っている。学術的な活動、学生の交換留学、共同学術研究、教育、文化、ビジネスのプロジェクトである。太平洋大学もまた留学生と国際的な博士号（学術）の学生や海外に行くロシア人留学生の教育を行っている。ここ数年間太平洋大学は教育援助のプログラムの下、協力国家のディプロマの交付を行っている。
太平洋大学は極東やシベリア、ロシアと中国東北地方の大学長の国際フォーラムの主催者の一つであり、積極的に参加している。第8回フォーラムは2009年10月中国大連で行われロシア側45、中国側35の高等教育機関が出席した。
太平洋大学はすでに次の国際的研究や教育プロジェクトを実現しようとしている。
- 主催者として毎年恒例の大学間アジアメガシティセミナーへの参加。
- 例年のロシア―中国新素材と新技術シンポジウムの準備。
- ザーランド大学（ドイツ）と共同で、ロシア―ドイツ情報とコンピュータ科学研究所の設立。
- 株式会社東京精密と協力し、同社の特別顧問であり、太平洋大学名誉教授である大坪英夫教授にちなんだ高精度測定技術研究所の設立。
- 満州で行われたロシアと中国の建築学のプログラム、"都市計画とロシアの文化遺産の修復"に参加。
- 核物理学の理論研究の国際的なプログラムに参加。

毎年400人以上の留学生の養成を行っている。1989年から2009年までに合計で1600人以上の留学生、修士学生、博士（学術）学生、研修生の養成を行った。そのうち80％が中国人留学生である。
大学は、教育サービスについて国際規格際ISO 9001:2008を承認された。

## 参照
2009年の主なイベント 
- ドミトリー・アナトーリエヴィチ・メドヴェージェフ　ロシア大統領が2009年5月21日太平洋大学を訪問した。大統領は展示発表 «太平洋大学の最先端国際協力»の見学、太平洋科学図書館の訪問、学生との会話を1時間以上行った。
- 第9回国際研究会議"新しい世紀　新しいアイディア―2009が2009年2月に実施された。6つの国―ロシア、中国、日本、韓国、北朝鮮、ウズベキスタンから３２の大学が参加した。
- 太平洋大学の品質管理システムQuality Management Systems（QMS　PNU）の準拠性監査はNPO法人NQA－ロシアによって4月に国際規格ISO9001:2008の"品質管理システム（Quality Management Systems（QMS））"によって行われた。監査の結果、太平洋大学の品質管理システムの妥当性、証明書の拡張機能について肯定的な結論に達した。この結論は大学が品質管理システムを維持し、有効性を向上させ、統合性を保持している。大学は教育プロセスの改善、一層の専門的な講義、トレーニングに努めている。品質管理システムは大学の政策と目標に寄与している。
- 株式会社東京精密の大坪特別顧問が5月に太平洋大学を訪れた。訪問期間中、東京精密と大学の関係発展についてディスカッションがあった。また太平洋大学の名誉教授でもある大坪氏は最新の半導体技術について太平洋大学の学生に講義を行った。
- 展示発表"太平洋大学の国際協力"が6月に太平洋大学で実施された。
- 日本の防災委任部は7月に太平洋大学を訪れ、太平洋大学の訓練レベルの高い"緊急時の保護"教育を視察した。
- セルゲイ　N　イヴァシェンコ教授、工学博士、太平洋大学学長が大連で開催された第8回極東、シベリア、ロシア、中国東北部　大学学長 フォーラムに参加した
- 10月にはイベント"科学者の日"（"Days of Science in the Far East"）がドミトリー・ジミン基金の後援の下に行われた。太平洋大学は物理、数学、化学、生物学の教師だけでなく修士の学生が生徒のために科学講演を行い、ハバロフスク州中の学校から中等高等学校等の教師や学生が700人以上訪れた。
- 国際ロシア―中国シンポジウム"先端材料とテクノロジ- 2009が"大学国立太平洋で10月に行われた。
- ジャーナリスト養成科に最初の入学が行われた。
- 2009年に行われたロシア連邦大統領の補助金コンテンストで連邦科学イノベーション委員会の決定によると、太平洋大学の2人の若い科学者が大統領助成金を受けた。エルネスト・リー工学博士、准教授、"鋳造技術と金属の芸術的処理"科科長、またリュドミーラ・ザドベルニュク建築博士、准教授、"建築と都市"科科長が大統領助成金を受け取った。

 2010年の主なイベント 
- 太平洋国立大学に在学中のアレクサンドル・パンジンスキイ選手が2010年２月１７日にカナダのバンクーバーで開催された冬季オリンピックに出場しスキースプリントで見事銀メダルを獲得した。
- 1月にPNUのチームは中国のハルビンで行われた国際雪像コンクールで優勝した。
- 第10回国際研究会議"新しい世紀　新しいアイディア-2010"が2010年2月に実施された。5つの国―ロシア、中国、日本、韓国、ウズベキスタンから２８の大学が参加した。

## リンク
- 公式サイト
- 鳥瞰図[リンク切れ]
- 太平洋大学バーチャルツアー
- 太平洋大学ポータルサイト
- 土木建築大学のウェブサイト
- 情報技術大学の ウェブサイト
- 太平洋国立大学新聞、"テクノポリス"
- YouTube上の太平洋大学動画サイト
- 太平洋大学の写真